# Cromatografie de excludere moleculară
Cromatografia de excludere moleculară sau de excluziune sterică (SEC) este o metodă cromatografică prin care moleculele din soluție sunt separate în funcție de mărimea lor și, în unele cazuri, pe baza greutății moleculare. Se aplică de obicei moleculelor mari sau complexelor macromoleculare, cum ar fi proteinele și polimerii obținuți industrial. În mod obișnuit, atunci când se utilizează o soluție apoasă pentru a trece proba prin coloană, tehnica este cunoscută sub numele de cromatografie prin gel-filtrare, spre deosebire de denumirea de cromatografie de gel-permeație, care este utilizată atunci când se folosește un solvent organic ca fază mobilă. Coloana cromatografică este umplută cu sfere fine și poroase, care sunt de obicei compuse din polimeri de dextran, agaroză sau poliacrilamidă. Dimensiunile porilor acestor sfere sunt utilizate pentru a estima dimensiunile macromoleculelor. Este o metodă de caracterizare a polimerilor utilizată pe scară largă datorită capacității sale de a furniza rezultate bune ale distribuției de masă molare (Mw) pentru polimeri.